# Tuğba Hezer Öztürk
Tuğba Hezer Öztürk (prononcé [tu:.bɑ hɛ.zɛɾ œz.'tyɾk], née le 4 octobre 1989 à Erciş (Turquie), est une députée turque.

## Biographie
Après des études en administration sanitaire à l'université d'Ankara et de droit à l'université Anadolu, Tuğba Hezer Öztürk a occupé un emploi administratif dans un établissement hospitalier privé et a travaillé comme enseignant contractuel à Van.
Le frère de Tuğba Hezer, Musa Kasım, est mort comme combattant du Parti des travailleurs du Kurdistan (PKK) et sa sœur Hatice fait partie des Unités de protection du peuple (YPG).

## Mandats
En 2015 Tuğba Hezer est élue de la circonscription de Van sur la liste du Parti démocratique du peuple (HDP) et siège dans les 25e et 26e législatures de la Grande Assemblée nationale de Turquie.
Elle y est membre de la commission de la santé, de la famille, du travail et des affaires sociales. 